# Muzeum Miejskie w Nowej Soli
Muzeum Miejskie w Nowej Soli położone jest u zbiegu ulicy Muzealnej i Gimnazjalnej. Powierzchnia całościowa wynosi 3015 m². Muzeum obejmuje trzy budynki, ustawione w podkowę w stosunku do wewnętrznego dziedzińca. Do terenu muzeum należy również część dawnego ogrodu użytkowego, który w przyszłości ma być zagospodarowany.
Gmach główny został stworzony przez Alexandra Gruschwitza (1819–1888), właściciela nowosolskiej fabryki nici. Budynek ten był prezentem dla jego syna Alfreda. Powstanie tego gmachu szacuje się na rok 1883, a już w rok później powstały dodatkowe budynki. Pierwsze muzeum powstało w 1916 roku. Urządzone zostało w budynku znajdującym się przy obecnej ulicy Witosa. W 1947 roku otwarto dzisiejsze muzeum, a trzy lata później przeniesiono wszystkie pozostałe eksponaty do obecnej siedziby. Liczba tych eksponatów była już pomniejszona, większość została zniszczona podczas wojny. Dawniej muzeum zajmowało się wystawiennictwem regionalnym i nie posiadało sprecyzowanych zbiorów rekwizytów. Obecnie placówka ta stała się ośrodkiem wielodziałowym.
W nowosolskim muzeum utworzono działy:
- Historyczny – dział ten zajmuje się historią zarówno dawną, jak i współczesną, numizmatyką i militariami. Kolekcja historii opiera się głównie na przedmiotach, dokumentach i mapach. Obejmuje również karty pocztowe oraz dużą liczbę zdjęć miasta i okolic. 5000 obiektów liczy sama kolekcja numizmatyczna (monety, medale, banknoty, odznaczenia). W skład militariów wchodzi kolekcja broni palnej i artyleryjskiej z XVIII-XX wieku, broni białej i drzewcowej.
- Artystyczny – ten dział narodził się w 1978 roku. Obecnie dział ten posiada 1500 zabytków z zakresu malarstwa, rysunku, rzeźby oraz rzemiosła artystycznego. Muzeum w swych kolekcjach reprezentuje dzieła nowosolskich artystów.
- Przyrodniczy – liczy on sobie ok. 1360 pozycji. Wydział ten zajmuje się w osobnym, drugim, niewielkim i parterowym pawilonie należącym do muzeum. Frontowa ściana pawilonu ozdobiona jest mozaiką wykonaną przez Grażynę Graszkę, przedstawiającą ptaki i inne zwierzęta. Dział ten posiada eksponaty prezentujące faunę i florę nadodrzańską. Większość tych eksponatów znajduje się na wystawie stałej. Wśród zbiorów możemy zobaczyć:
  - ponad 100 sztuk ptaków,
  - kilkadziesiąt ssaków,
  - około 1000 owadów,
  - dużą liczbę muszli ślimaków,
  - dużą liczbę zielnikowych roślin naczyniowych.
- Dział naukowo-oświatowy wraz z lokalnymi szkołami i ośrodkami organizuje konkursy plastyczne i historyczne dla dzieci i młodzieży. Zajmuje się również gromadzeniem prasy regionalnej oraz przygotowaniem publikacji własnych Muzeum.

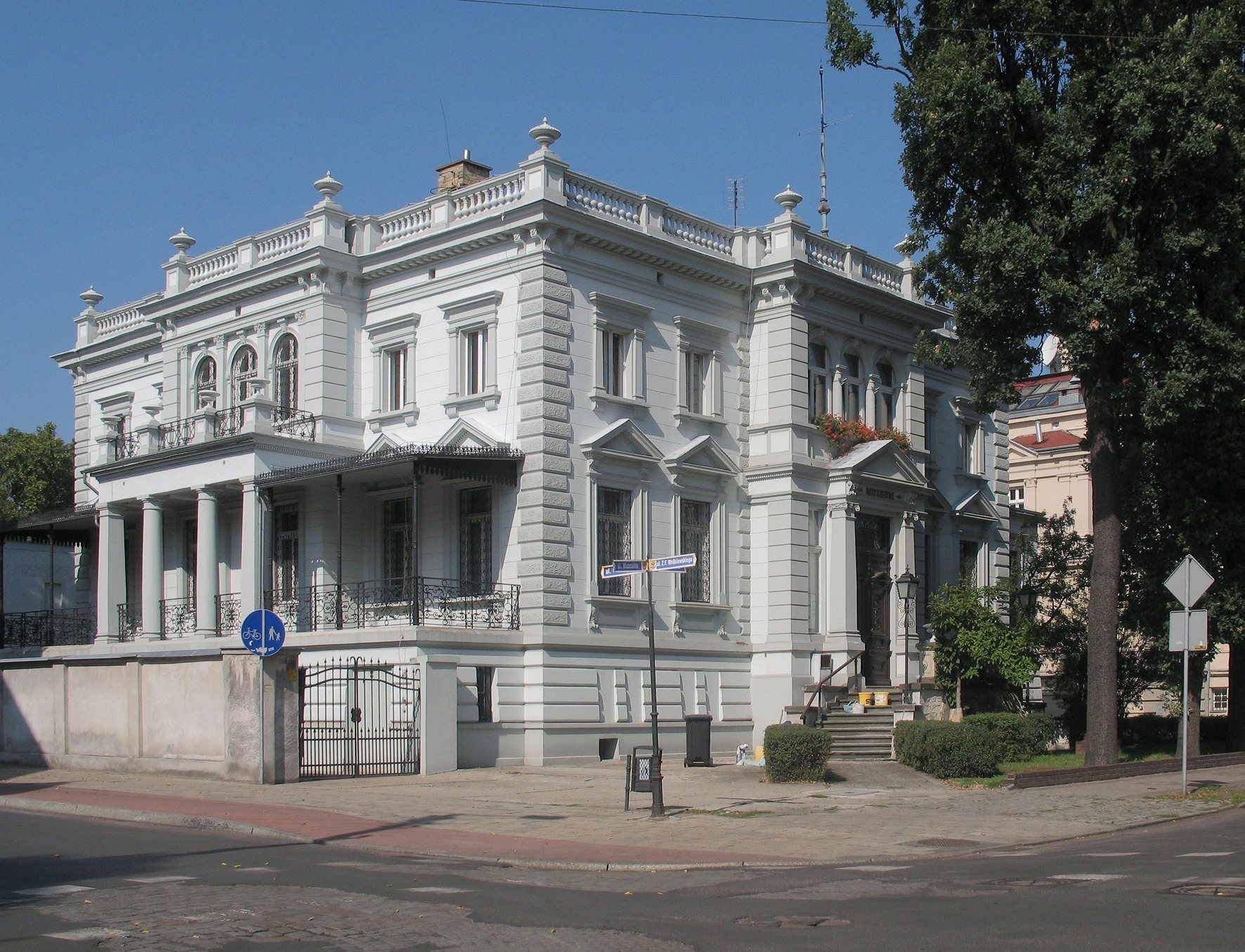
Gmach muzeum (2007)

## Architektura budynku
Budynek wpisany jest do rejestru zabytków pod  nr rej.: 2210 z 4.05.1976
Korpus główny jest budynkiem jednopiętrowym z wysokim parterem, elewacja pięcioprzęsłowa. Cześć frontową stanowi ryzalit środkowy wyposażany w drzwi wejściowe oraz dwa ryzality boczne. Budynek posiada cokół, gzyms kordonowy widoczny od strony frontowej, gzyms wieńczący oraz attykę ażurową. Wejście do muzeum tworzą dwuskrzydłowe drzwi z ościeżnicami. Nad drzwiami znajduje się naświetlnia. Po obu stronach drzwi pilastry. Dźwigają one tympanon (fronton). Do wejścia prowadzą schody wachlarzowe. Przed wejściem głównym prowadzącym do muzeum znajduje się rzeźba wykonana z brązu przedstawia kobietę ze złożonymi dłońmi. Z boku budynku znajdują się również drzwi, będące pomniejszoną kopią drzwi frontowych.
Na okna frontowe składają się dwie pary dużych okien zdobionych pilastrami oraz naczółkami. Nad nimi znajdują się okna mniejsze w renesansowym stylu (parapet, gzyms nadokienny). Nad drzwiami frontowymi znajdują się trzy okna z podłuczem. Tył budynku wyposażony jest w dwie pary dużych okien zdobionych pilastrami (kapitel pilastrów w porządku jońskim) i tympanonem, nad nimi cztery okna mniejsze ozdobione pilastrami (kapitel – porządek toskański).
Z boku budynku znajdują się podcienia (zamknięte po obu stronach). Nad nimi loggia posiadająca kolumnadę z czterech kolumn (środkowe w porządku toskańskim). Na kolumnach opiera się balkon. Balkon posiada trzy okna z podłuczem oraz pilastrami z bardzo ozdobnym kapitelem. Na lewym boku gmachu znajdują się dwa ryzality boczne wyposażone w pojedyncze blendy. Muzeum od strony ulicy ogrodzone jest betonowym murem, na którym od strony wewnętrznej wykonane są mozaiki.

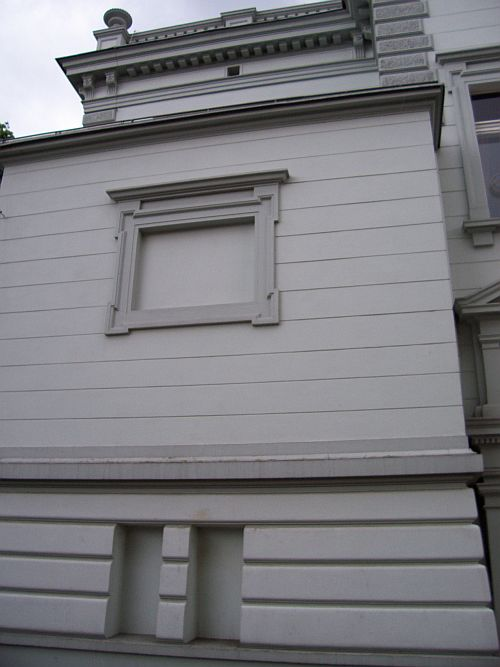
Blendy
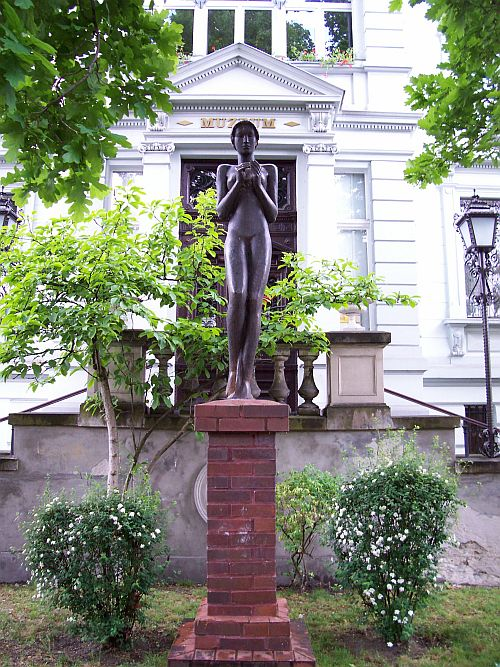
Kobieta – rzeźba z brązu
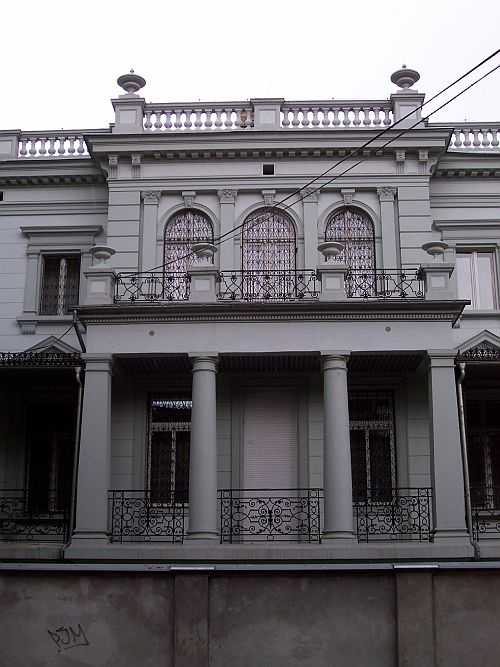
Portyk muzeum
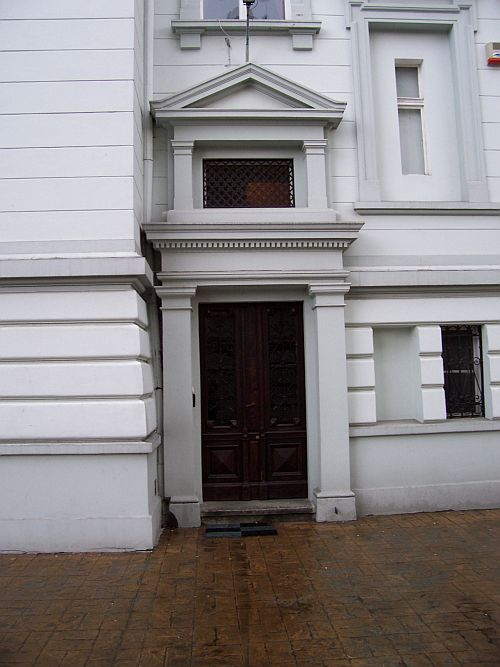
Drzwi boczne
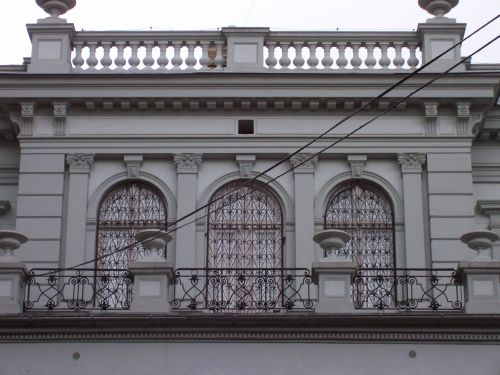
Okna muzeum
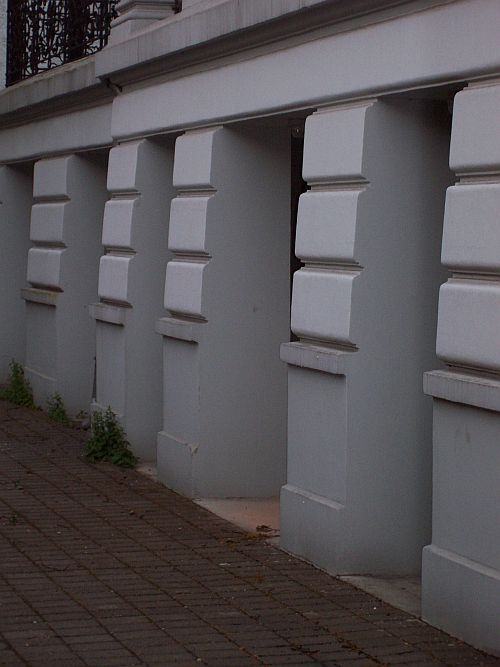
Podcień
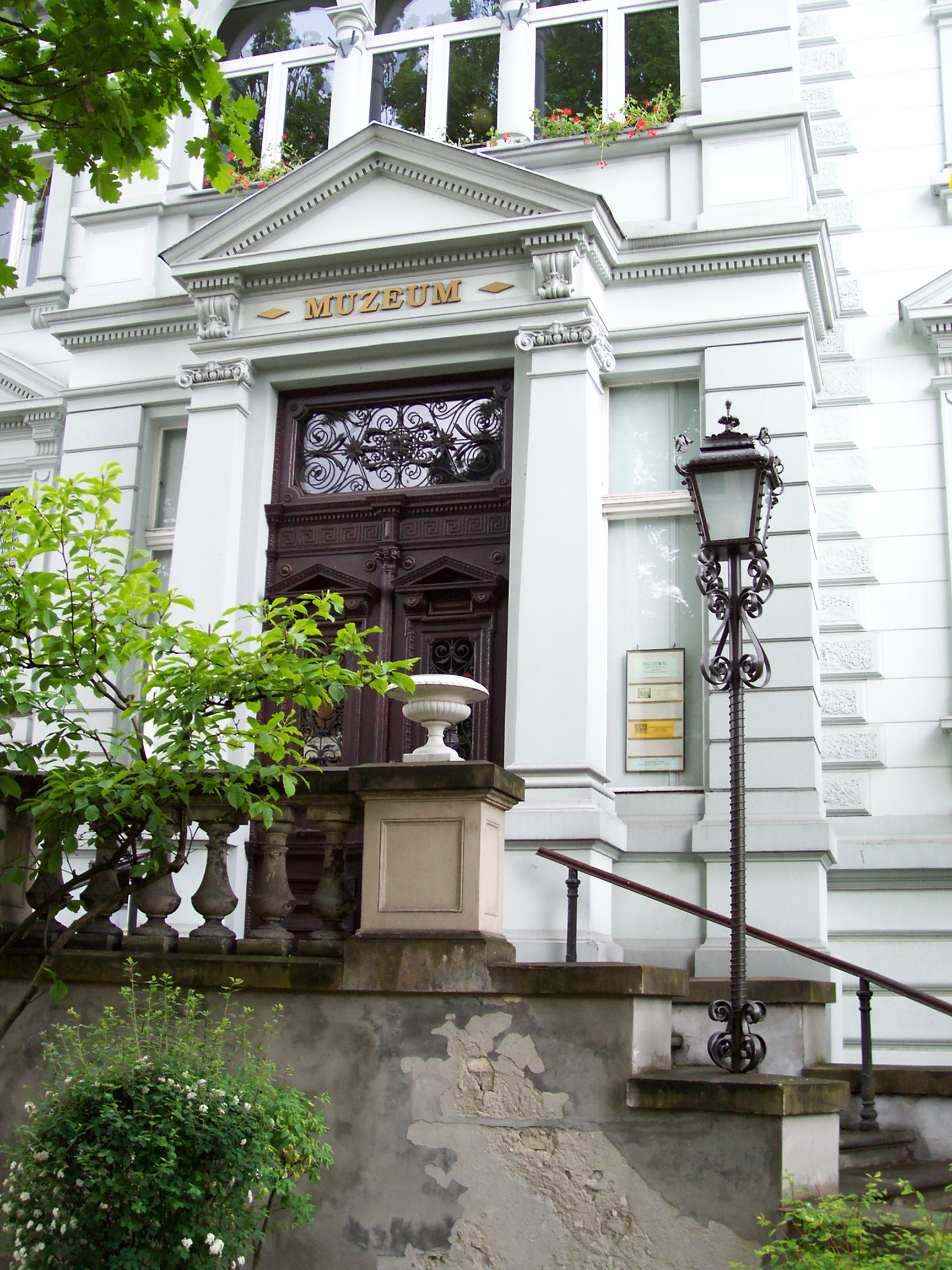
Drzwi frontowe